# Bythinella pannonica
Bythinella pannonica — вид невеликих прісноводних равликів з родини гідробієвих (Hydrobiidae). Цей вид також відомий як Sadleriana pannonica.

## Морфологія
Мушля висотою до 3 мм і шириною 2 мм; корпус коричневий, але може забарвлюватися в зелений за рахунок росту водоростей. 

## Поширення
Цей вид є ендеміком Європи, де він відомий з Угорщини та Словаччини. Населяє карстові джерела та їхні витоки.

## Охорона
Цей вид охороняється на національному рівні в обох країнах і внесений до списку додатків II і IV Оселищної директиви